# Jalila Hafsia
Jalila Hafsia (en árabe: جليلة حفصية‎), (M'saken, 17 de octubre de 1927 - Túnez, 10 de agosto de 2023) fue una periodista y escritora tunecina. Fue la primera directora del Club Cultural Tahar Haddad creado en 1974.

## Biografía
Nació en Susa, pero vivió toda su vida en Túnez capital. Pertenece por parte de madre a la familia Zaouche de la gran burguesía tunecina distinguida por su modernismo y cultura.  Abdejellil Zaouche, (1873-1947), fue un intelectual y ex-caïd de Suse y ministro del bey.
Su trayectoria como periodista y escritora fue particular. Llegó a la escritura a partir de un lento proceso de emancipación que relató en su primer texto:  Cendres à l’aube, en parte autobiográfico publicado en 1975.
Empezó a trabajar en el ministerio de Cultura de Túnez cuando se creó en 1962, un ministerio -explica en sus memorias- que tuvo gran importancia tras la independencia. "Los libros y la escritura han sido siempre los mayores elementos de mi vida (...) siempre he querido que la gente leyera y donde he trabajado he creado una biblioteca".
Desempeñó diversas funciones administrativas y culturales, incluida la gestión de varios clubes culturales en Túnez, que atraen a intelectuales de todos los orígenes sociales y principalmente a estudiantes. Estaba al frente del club Belvédère (ex-club Aziza Othmana, transformado en club de oficiales) en Place Pasteur. Fue entonces cuando surgió la idea de crear el Club Cultural Tahar Haddad, (1974) ubicado en la medina, e inaugurado por el propio presidente Burguiba, que se convirtió en un centro de debate de intelectuales árabes y occidentales y que a través de la historia ha sido conocido especialmente por los debates sobre los derechos de las mujeres frecuentados por muchas de las feministas que años más tarde destacarían en el espacio público. Jalila Hafsia fue la primera directora del club y posteriormente el Espacio Sophonisbe en Cartago, La Marsa.
En 1965 acompañó a Bourguiba siendo la única mujer en la delegación para un viaje a Oriente Medio junto a Wassila Bourguiba, la esposa del presidente.
Novelista, crítica literaria y periodista, es la primera tunecina que escribió una novela en francés: Cendres à l'Ave, publicada en 1975
Se posiciona como "una mujer de izquierdas" aunque no pertenece a ningún partido político.
A lo largo de su vida está en el centro de espacios culturales frecuentados por los principales artistas y actores del país, entre los que se encuentran Salah Garmadi, poeta y erudito, Taoufik Baccar, especialista en literatura tunecina moderna, y Tahar Cheriaa, fundador del Festival de Cine de Cartago.
Hafsia es una de las mujeres pioneras del periodismo en Túnez formando parte de la generación de las primeras tunecinas que contribuyeron a la escritura periodística, como Bchira Ben Mrad (pionera del movimiento feminista tunecino), Fatma Ben Ali, Tawhida Ben Cheikh, Dorra Bouzid (fundadora de la revista Fayza) y Néfissa Ben Rejeb.
Publicó artículos en francés en periódicos tunecinos, en particular La Presse de Tunisie donde escribía la columna Femmes et travail  y hacía crítica literaria. 
Se retiró del espacio público después de tener problemas con Ben Alí cuando estaba al frente del Club Sophonisbe y el club fue saqueado.
Tras su jubilación profesional, comenzó a publicar Instants de vie, escrito a partir de 1967 y cuyo primer tomo se publicó en 2009. Una serie de notas tomadas día a día desde que tuvo la oportunidad de acercarse al matrimonio Wassila - Habib Bourguiba y relacionarse con determinadas figuras de la sociedad política. 
En 2015 publicó "La ligne d'espérance" un libro de entrevistas con la feminista Neila Jrad, en la que recoge no sólo su vida sino que traza la historia de 60 años de Túnez.

## Vida personal
Durante su juventud vivió a contracorriente de la sociedad de la época. Dejó la casa familiar para vivir sola en un apartamento. Se casó en tres ocasiones. La primera vez con su primo Bahi Zaouche, porque a los 17 años aspira a otra vida. Pasó 14 años con su segundo marido, Taoufik Ben Brahem con quien empezó a frecuentar un ambiente más politizado. Se divorció de nuevo y se casó una tercera vez aunque al poco tiempo se volvió a divorciar. "Quería sobre todo trabajar -explica en 2020- En aquella época leía a Simone de Beauvoir y en el libro El segundo sexo respondía exactamente a lo que yo quería hacer de mi vida"

## Condecoraciones
En 2019, fue condecorada con la insignia de Gran Oficial de la Orden del Mérito de Túnez.

## Publicaciones
- Cendre à l'aube (en francés). Tunis: Maison tunisienne de l'édition. 1975.
- Visage et rencontres (en francés). Tunis: Maison tunisienne de l'édition. 1981.
- La Plume en liberté (en francés). Tunis: Société d'arts graphiques, d'édition et de presse. 1983.
- Soudain, la vie (en francés). Tunis: Chama. 1992.
- Instants de vie (en francés). Tunis. 2007-2015.
- Neïla Jrad, La ligne d’espérance, Edilivre, 2016, 217 p.

### Artículos de referencia
- «Femmes d'Alger dans leur appartement». La Presse de Tunisie (en francés) (13814): 3. 9 octobre 1980. ISSN 0330-9991.
- «Contes des mille et un jours». La Presse de Tunisie (en francés) (14340): 3. 24 mai 1982. ISSN 0330-9991. .